# 仆街少女
仆街少女（Pujie Girls，又名PK Girls）源自兩名喜愛攝影的台灣少女（一位名叫「禁慾」本名羅靜郁；另一位名叫「Karren」，本名高愷蓮，暱稱「仆街K」，來自台中），因模仿外國街頭仆倒（意指「仆街」）的方式介紹景點而成名。截至2011年5月27日，「仆街少女」的facebook專頁已有超過10萬名網友加入。
她在台北「仆街」的照片在facebook廣傳，因而在網絡上暴紅，當時香港亦有少女依樣畫葫蘆，在終審法院門前以「仆街」方式留照，以介紹香港示威地點，令更多人關注社會運動。
2011年6月27日，「仆街少女」在痞客邦開設官方網誌與新浪微博，隨着仆街熱潮退燒，部落格一年後關閉，微博與粉絲頁現已停止更新，僅在粉絲頁有公告；現亦只有Karren繼續以攝影興趣在網上活躍。並成立個人攝影工作室，從事專業攝影及影像創作工作。

## 緣起
一開始，作為「仆街少女」成員之一的禁慾，目前是國立台灣大學園藝暨景觀學系研究生，受到外國模仿裝死的文化影響下，在台北捷運站拍下第一張仆街照。Karren ，原本在中山醫學大學修讀醫學系，後來轉行成為攝影師。「仆街少女」成名之後，她們就在2011年4月30日開設facebook專頁，結果吸引大量網友加入，甚至有網友仿傚她們拍攝「仆街照」。

## 影響

### 香港
「仆街少女」的行為，吸引了香港網民去仿傚。香港亦有少女依樣畫葫蘆，在終審法院門前以「仆街」方式留照，因而被傳媒廣泛報導。
2011年8月23日，「仆街少女」成員之一「禁慾」到訪香港，因而令不少香港網民期待一睹「仆街少女」的風采，壹週刊更有「禁慾」專訪。事後，「禁慾」表示她在香港迪士尼樂園入口前及新政府總部大樓前拍攝「仆街照」，引起不少網友讚好。
2011年12月16日早上，香港英皇喬治五世中學舉行集體「仆街」的別開生面活動，共有1550名學生參加。學生按照老師指示，大家一起面向地趴下，腹部貼在椅面，四肢凌空，作出「仆街」的標準動作，持續兩分鐘，成功完成創舉，並將申請列入《健力士世界紀錄》。

### 澳門
同一時期，「仆街」在澳門也曾成為社會行動的表現形式。2011年5月17日世界電信日，三十多名網友響應網上號召，在澳門電訊議事亭前地門市前「仆街」，抗議當地互聯網服務質低價高。
經過網友和政團與營運商討論，最終澳門電訊在當年6月和8月開始下調有關收費。

## 外部連結

### 網站
- 仆街少女facebook專頁 （页面存档备份，存于）／youtube頻道 （页面存档备份，存于）
- Karren的新浪微博 （页面存档备份，存于）／攝影粉絲頁 （页面存档备份，存于）